# Берёза шаровидносерёжковая
Берёза шаровидносерёжковая (лат. Betula globispica) — вид растений рода Берёза (Betula) семейства Берёзовые (Betulaceae).
В России и Западной Европе в культуре не указана. В США введена в 1896 году.

## Распространение и экология
В природе ареал вида охватывает остров Хонсю.
Произрастает в лесах центральной части острова на высоте около 1000 м над уровнем моря.

## Ботаническое описание
Дерево высотой до 20 м с почти белой, расслаивающейся корой. Молодые веточки желтовато-серые или серо-коричневые, с выпуклыми чечевичками.
Листья округло-яйцевидные или широкояйцевидные, иногда почти круглые, длиной 4—7 см, на конце коротко заострённые, при основании широко-клиновидные или округлённые, по краю остро-неравно-крупнозубчатые, с 7—10 парами жилок, снизу по жилкам длинно-шелковисто опушённые, на черешках 5—15 мм с длинными прямыми волосками.
Пестичные серёжки шаровидно-яйцевидные, длиной 2,5—3,5 см. Прицветные чешуи с длинными узкими ресничатыми лопастями.
Крылья орешка очень узкие.

## Таксономия
Вид Берёза шаровидносерёжковая входит в род Берёза (Betula) подсемейства Берёзовые (Betuloideae) семейства Берёзовые (Betulaceae) порядка Букоцветные (Fagales).
|  |                                      |  |                                                             |                                                             |                     |  | ещё 7 семейств (согласно Системе APG II) | ещё 7 семейств (согласно Системе APG II)                   |                                                            |  |  |  | ещё 1—2 рода        | ещё 1—2 рода                   |  |  |
|  |                                      |  |                                                             |                                                             |                     |  | ещё 7 семейств (согласно Системе APG II) | ещё 7 семейств (согласно Системе APG II)                   |                                                            |  |  |  | ещё 1—2 рода        | ещё 1—2 рода                   |  |  |
|  |                                      |  |                                                             | порядок Букоцветные                                         |                     |  |                                          |                                                            | подсемейство Берёзовые                                     |  |  |  |                     | вид Берёза шаровидносерёжковая |  |  |
|  |                                      |  |                                                             | порядок Букоцветные                                         |                     |  |                                          |                                                            | подсемейство Берёзовые                                     |  |  |  |                     | вид Берёза шаровидносерёжковая |  |  |
|  | отдел Цветковые, или Покрытосеменные |  |                                                             |                                                             | семейство Берёзовые |  |                                          |                                                            | род Берёза                                                 |  |  |  |                     |                                |  |  |
|  | отдел Цветковые, или Покрытосеменные |  |                                                             |                                                             |                     |  |                                          |                                                            |                                                            |  |  |  |                     |                                |  |  |
|  |                                      |  | ещё 44 порядка цветковых растений (согласно Системе APG II) | ещё 44 порядка цветковых растений (согласно Системе APG II) |                     |  |                                          | ещё одно подсемейство, Лещиновые (согласно Системе APG II) | ещё одно подсемейство, Лещиновые (согласно Системе APG II) |  |  |  | ещё более 110 видов |                                |  |  |
|  |                                      |  |                                                             | ещё 44 порядка цветковых растений (согласно Системе APG II) |                     |  |                                          |                                                            | ещё одно подсемейство, Лещиновые (согласно Системе APG II) |  |  |  |                     |                                |  |  |